# CRP Radios
Pour les articles homonymes, voir CRP.
CRP Radios est un groupe privé de radio et médias du Pérou fondé en 1998.